# Artiom Dziouba
Pour les articles homonymes, voir Dziouba.
Artiom Sergueïevitch Dziouba (en russe : Артём Серге́евич Дзюба) est un footballeur international russe, né le 22 août 1988 à Moscou, en Union soviétique, évoluant au poste d'avant-centre au FK Akron.

## Biographie

### Carrière en club

#### Premières années au Spartak Moscou (2006-2008)
Artiom Dziouba intègre l’académie de football du Spartak Moscou dès son plus jeune âge. En 2005, il signe son premier contrat professionnel avec son club formateur. Il fait ses débuts pour l’équipe première le 20 septembre 2006, à l’occasion des seizièmes de finale de la coupe de Russie contre l’Oural Ekaterinbourg. Le 21 juin 2006, il remplace Nikita Bajenov à la 71e minute lors du match de la 12e journée contre le Saturn Ramenskoïe et joue ainsi ses premiers instants de championnat (score final 1-1).
Il termine sa première saison en ayant joué huit matchs mais sans but marqué.
Lors de la saison 2007, il est un joueur plus régulier de l’effectif du Spartak, même s’il est rarement titulaire, il prend part à 27 rencontres et marque 5 fois (toutes compétitions confondues). Cette année-là, le Spartak termine vice-champion de Russie et Artiom assume entièrement sa récompense de jeune joueur de l'année de l’« équipe du peuple » qui lui avait été décerné au terme de la saison 2006.
Il marque son premier but le 15 avril 2007 contre le Tom Tomsk lors de la cinquième journée de championnat après avoir remplacé Denis Boïarintsev à la mi-temps. Il ne marquera qu’une fois en championnat mais inscrira deux buts en coupe et deux buts en Europe.
Durant la saison 2008, Dziouba est à nouveau un remplaçant récurrent, il trouve six fois le chemin des filets pour 23 rencontres disputés. Il marque son unique but de championnat le 23 août contre le Dinamo Moscou mais son équipe subit tout de même une défaite ce jour-là. En coupe, il ne participe qu’à une seule rencontre mais inscrit un doublé contre le Dinamo Briansk et propulse ainsi son équipe en huitième de finale.
Il marque également un doublé contre Tottenham en phase de groupe de la coupe UEFA mais cela ne suffira pas pour défaire les Londoniens.

#### Prêts au Tom Tomsk (2009-2010)
La saison 2009 commence normalement pour Dziouba, celui-ci inscrit deux buts en huit matchs contre Tomsk et Ramenskoïe durant la première partie de la saison.
Cependant, lors de la période de transition qui sépare la première partie de la deuxième partie du championnat russe (depuis 2012, le format du championnat est différent), le Spartak se rend en stage de préparation en Autriche où éclate un conflit entre Dziouba et son coéquipier Vladimir Bystrov (Dziouba aurait volé de l'argent à son coéquipier) [réf. nécessaire]. Ce conflit ne se résolvant pas, les dirigeants de l’équipe moscovite le voient comme une bonne occasion de prêter Dziouba par ailleurs en manque de temps de jeu.
Celui-ci est prêté au Tom Tomsk pour la deuxième phase du championnat. Il devient rapidement un cadre de son équipe provisoire, le 3 octobre, il inscrit un doublé contre le Saturn Ramenskoïe.
La saison 2010 débute à nouveau au Spartak pour Artiom Dziouba mais celui-ci est presque immédiatement prêté pour une nouvelle saison à Tomsk. Il ne joue que deux matchs et ne marque pas avec l’équipe moscovite. À Tomsk, il réalise sa première saison pleine et stable. Son association avec Sergueï Kornilenko s’avère fructueuse et Dziouba dresse finalement un bilan satisfaisant au terme de cette saison : 11 buts en 25 matchs. Il est également nommé troisième meilleur attaquant du championnat.

#### Retour au Spartak Moscou (2011-2013)

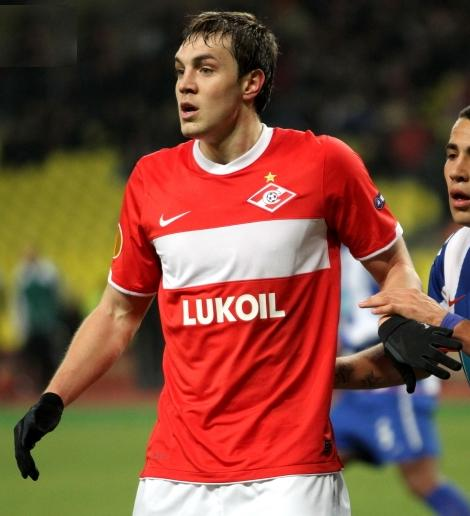
Artiom Dziouba au Spartak Moscou en 2011.

Dziouba revient définitivement au Spartak pour la longue saison de 2011-2012.
Il fait son retour chez les rouges et blancs en phase aller des seizièmes de finale de la Ligue Europa contre l’équipe suisse de Bâle. Il marque un des trois buts du Spartak ce soir-là (score final 3-2). Au match retour, il délivre une passe décisive pour Aiden McGeady (score final 1-1 ; scores cumulés 4-3). Le 3 mars, il participe à la qualification du Spartak en quart de finale de la Coupe de Russie en ouvrant le score (score final 2-0).
Le 14 avril, il marque contre Porto en huitième de finale de la Ligue Europa mais son équipe se fait éliminer sur le score de cinq buts à deux. Il inscrit un doublé lors de la large victoire du Spartak sur le FK Krasnodar (4-0) le 21 mai 2011.
À l’occasion du derby central moscovite (Spartak-CSKA), il se fait également remarquer en inscrivant le seul but de son équipe (score final 1-2) le 28 avril 2012. Quelques jours plus tard, lors du match contre le Zenit Saint-Saint-Pétersbourg, il rentre pour la première fois sur la pelouse avec le brassard de capitaine (le Spartak s’impose 3-2).
Enfin, il inscrit un des deux buts du Spartak contre le Lokomotiv Moscou permettant à son équipe de gagner et de se qualifier pour la Ligue des Champions.
Artiom Dziouba termine sa saison sur un bilan très convenable, s’il ne s’est pas montrer extrêmement prolifique (14 buts en 52 matchs, dont 11 en championnat), il a tout de même délivré huit passes décisives (ce qui est relativement au-dessus de la moyenne des avants-centres standards), il s’est imposé comme un jeune cadre charismatique et a su être efficace à des moments clés.
À l’issue de la saison 2012-2013, les performances de Dziouba, à l’image de celles du Spartak, s’avèrent décevantes. Le Spartak arrache la quatrième place lors de la dernière journée de championnat et Dziouba ne marque que quatre fois en 25 matchs de championnat (il ne marque pas de buts dans les autres compétitions). Le parcours de l’équipe en Ligue des Champions est également décevant puisqu’il termine dernier de son groupe (derrière le FC Barcelone, le Celtic Glasgow et le Benfica Lisbonne). Son inefficacité est tout de même à relativiser, il délivre tout de même huit passes décisives et demeure un des tout premiers choix de Valeri Karpine, qui l’essaye également en milieu offensif central au cours de la saison (notamment avec l’arrivée de Yura Movsisyan du FK Krasnodar, avant-centre arménien). Malgré tout, au terme de cette saison, Dziouba est une nouvelle fois prêté. Il part pour Rostov qui s’était battu pour le maintien en 2012-2013.

#### Prêt à Rostov et deuxième retour à Moscou (2013-2015)
Si Dziouba n’a pas caché sa tristesse en quittant une nouvelle fois Moscou à l’été 2013, cela ne s’est pas ressenti sur ses formidables premières performances. En effet, lors de la première journée de championnat, alors que Rostov est mené 0-1 par le Terek Grozny, dans les dernières minutes, l’équipe obtient un pénalty, Dziouba se charge de le transformer. Quelques instants plus tard, dans le temps additionnel, il marque un second but, de la tête cette fois, sur un centre de son coéquipier du Spartak également prêté, l’international géorgien Jano Ananidze. Lors du match suivant, il inscrit un triplé (le premier de sa carrière) contre le club où il a passé deux saisons en prêt, le Tom Tomsk. À la troisième journée, il marque à nouveau et se retrouve à six buts en trois matchs soit déjà plus que la saison précédente. Propulsé en tête des buteurs du championnat russe, il s’intègre parfaitement dans son nouveau club provisoire. Après ce signe d’excellente forme, il est logiquement convoqué par Fabio Capello en équipe de Russie pour le match à Belfast contre l’Irlande du Nord comptant pour les phases de poule des éliminatoires de la coupe du monde 2014 (sa première convocation pour un match à réel enjeu).
Le 8 mai 2014, il obtient le premier trophée de sa carrière : la coupe de Russie que Rostov remporte contre le FK Krasnodar à l'issue d'une séance de tirs au but où Dziouba marquera son penalty (0:0 - 5:6).
Dziouba clôt la saison avec 17 buts (dont 5 penaltys) et trois passes décisives en s'étant affirmé comme un des cadres de l'équipe et un des joueurs les plus en vue du championnat. Par ailleurs, avec 2488 minutes de jeu pour 28 matchs, il aura été l'attaquant le plus sollicité de première division russe. Il marque également deux buts sur penalty en coupe.
Revenu de Rostov comme troisième meilleur buteur du championnat, de nombreux espoirs sont placés en Dziouba alors que l'équipe enchaîne les saisons peu convaincantes. Murat Yakin, nouvel entraîneur du club, le titularise dès la première journée (match à l'extérieur contre Kazan). Ce choix s'avère judicieux puisque Dziouba inscrit deux buts de véritable avant-centre démontrant sa polyvalence et ses qualités de finition (score final 0-4), Yakin n'hésitera d'ailleurs pas à se montrer dithyrambique à son sujet ce soir-là. A nouveau titulaire pour la deuxième journée, Dziouba s'illustre plus que jamais sur la pelouse de l'Arena Khimki face au Dynamo Moscou en inscrivant à nouveau un doublé alors que le Spartak aura été clairement dominé et qu'il n'aura trouvé le cadre que trois fois (victoire 1-2).

#### Prêt à l'Arsenal Toula et retour au Zénith (2018-2022)
Le 29 octobre 2021, Dziouba inscrit son 144e but en championnat à l'occasion d'un succès 4-1 contre le Dynamo Moscou, devenant à cette occasion le meilleur buteur de l'histoire de la compétition devant Oleg Veretennikov.
Au mois de mai 2022, à l'issue de la saison 2021-2022, Dziouba annonce son départ du club où il évolue depuis sept ans.

#### Courte expérience à l'Adana Demirspor (2022)
Le 18 août 2022, Dziouba signe au club turc de l'Adana Demirspor pour un an, plus une année supplémentaire optionnelle,. Convoité pendant l'été par plusieurs clubs turcs, il découvre à trente-trois ans son premier club étranger.
Dziouba est titularisé par Vicenzo Montella quatre jours après sa signature, jour de ses trente-quatre ans, lors de la troisième journée de Süper Lig. L'Adana, opposée au Fenerbahçe SK, s'incline sur le score de 4-2 mais le Russe inscrit son premier but. Une nouvelle fois titulaire le match suivant, l'attaquant ne parvient toutefois pas à convaincre son entraîneur et il perd en temps de jeu, enchaînant trois rencontres de suite sur le banc de touche entre la sixième et la huitième journée. Au début du mois de novembre, Dziouba résilie son contrat avec l'Adana d'un commun accord. La raison qu'avance la presse est qu'il n'entrait pas dans les plans de jeu de Montella. Au cours de son bref passage turc, il inscrit un but en cinq matchs.

### Carrière internationale

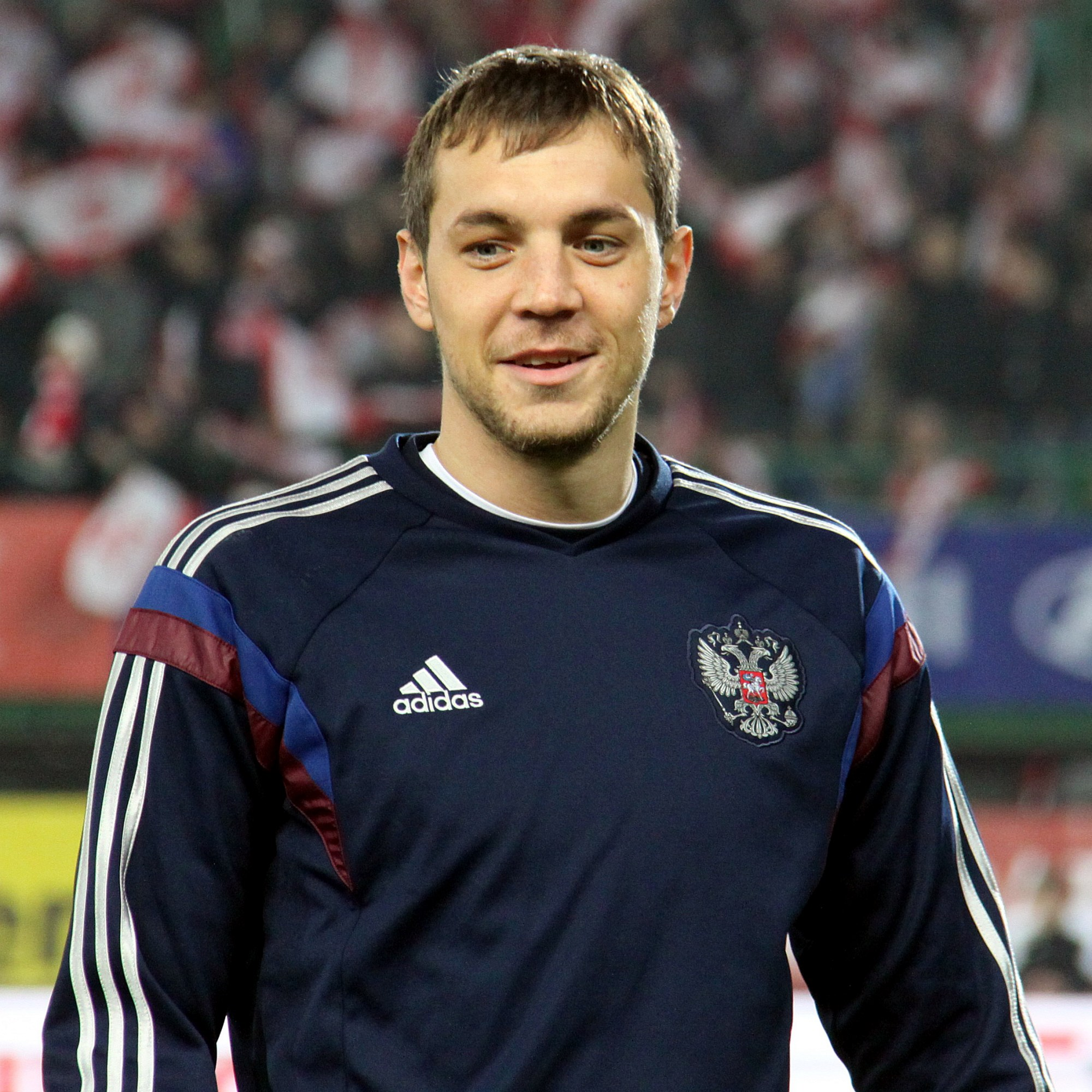
Artiom Dziouba avec la sélection russe en 2014.

En 2009, Artiom Dziouba est convoqué en équipe de Russie espoirs. Il marquera en tout quatre buts en neuf matchs.
Il joue son premier match avec l'équipe première à l'occasion d'une rencontre amicale avec la Grèce, il joue la première mi-temps et le match finit sur un score de parité (1-1).
Il est candidat pour participer à l'Euro 2012 mais il ne rentre pas dans les plans de Dick Advocaat et son poste comporte déjà beaucoup de joueurs expérimentés comme Aleksandr Kerjakov ou Pavel Pogrebniak.
Lors d'un autre match amical contre les États-Unis cette fois, Dziouba rentre en fin de match et provoque un pénalty transformé par Roman Chirokov (score final 2-2).
Convoqué pour la Coupe du monde 2018, il contribue à l'épopée russe en inscrivant trois buts lors de la compétition : un but face à l'Arabie saoudite et  face à l'Egypte au premier tour puis face à l'Espagne en 1/8e de finale. 
Il inscrit le 8 juin 2019 un quadruplé contre l'équipe de Saint-Marin lors d'une victoire 9-0 des siens dans le cadre des éliminatoires de l'Euro 2020. Lors de l'Euro 2020, il inscrit un but sur penalty face au Danemark lors du dernier match de poules. 

## Controverses

### Affaire de la sextape
Le 8 novembre 2020, une sextape de Dziouba ainsi que des photos personnelles dénudées, hackées par des pirates russes, sont partagées sur les réseaux sociaux. Pour protéger son groupe, le sélectionneur Stanislav Cherchesov décide alors de ne pas le convoquer pour le rassemblement de la semaine suivante. Des célébrités comme les chanteurs Sergey Lazarev et Svetlana Loboda ou la ballerine Anastasia Volotchkova apportent leur soutien au footballeur.
Le 11 novembre, un avion de la compagnie aérienne russe Pobeda, avec 102 passagers à bord, s'écarte de sa direction pour dessiner un pénis par sa trajectoire. La manœuvre, effectuée en guise de soutien à Dziouba, fait l'objet d'une enquête de l'Agence fédérale russe de l'aviation (Rosaviatsia), qui recommande à Aeroflot, société-mère de Pobeda, de congédier la direction de celle-ci pour avoir manqué à la politique de sécurité aérienne,. Le conseil d'administration de Pobeda inflige alors un blâme au PDG de la compagnie et licencie un de ses adjoints.

## Style de jeu
Artiom Dziouba, jeune, a souvent été comparé à Zlatan Ibrahimović par son physique très imposant mais il ne s'est finalement révélé semblable à ce joueur que sur ce point.
Ses principales qualités sont la puissance et le jeu de tête que sa taille lui confère en partie mais Dziouba a souvent souffert d’un manque d’efficacité et a parfois dressé des bilans faméliques et décevants par rapport aux attentes qui étaient placées en lui. De plus, il semble peiner à trouver son poste de prédilection et a ainsi joué souvent en milieu offensif central plutôt qu’en avant-centre sans pour autant montrer des signes d’une grande polyvalence.

## Statistiques

### En club
| Saison                | Club                     | Championnat           | Championnat | Championnat | Coupe(s) nationale(s) | Coupe(s) nationale(s) | Supercoupe | Supercoupe | Compétition(s) continentale(s) | Compétition(s) continentale(s) | Compétition(s) continentale(s) | Barrages | Barrages | Russie | Russie | Total | Total |
| Saison                | Club                     | Division              | M.          | B.          | M.                    | B.                    | M.         | B.         | Comp.                          | M.                             | B.                             | M.       | B.       | M.     | B.     | M.    | B.    |
| 2006                  | Spartak Moscou           | D1                    | 5           | 0           | 2                     | 0                     | -          | -          | C1                             | 1                              | 0                              | -        | -        | -      | -      | 8     | 0     |
| 2007                  | Spartak Moscou           | D1                    | 16          | 1           | 4                     | 2                     | 1          | 0          | C3+C3                          | 1+5                            | 0+2                            | -        | -        | -      | -      | 27    | 5     |
| 2008                  | Spartak Moscou           | D1                    | 16          | 1           | 1                     | 2                     | -          | -          | C3+C1+C3                       | 1+2+2                          | 0+1+2                          | -        | -        | -      | -      | 22    | 6     |
| 2009                  | Spartak Moscou           | D1                    | 8           | 2           | 1                     | 0                     | -          | -          | -                              | -                              | -                              | -        | -        | -      | -      | 9     | 2     |
| 2010                  | Spartak Moscou           | D1                    | 2           | 0           | -                     | -                     | -          | -          | -                              | -                              | -                              | -        | -        | -      | -      | 2     | 0     |
| 2011-2012             | Spartak Moscou           | D1                    | 29+12       | 7+4         | 2+1                   | 1+0                   | -          | -          | C3+C3                          | 6+2                            | 2+0                            | -        | -        | 1      | 0      | 53    | 14    |
| 2012-2013             | Spartak Moscou           | D1                    | 25          | 4           | 1                     | 0                     | -          | -          | C1                             | 6                              | 0                              | -        | -        | 1      | 0      | 33    | 4     |
| 2014-2015             | Spartak Moscou           | D1                    | 13          | 7           | 1                     | 0                     | -          | -          | -                              | -                              | -                              | -        | -        | 5      | 2      | 19    | 9     |
| Sous-total            | Sous-total               | Sous-total            | 126         | 26          | 13                    | 5                     | 1          | 0          | -                              | 26                             | 7                              | -        | -        | 7      | 2      | 173   | 40    |
| 2009                  | Tom Tomsk (prêt)         | D1                    | 10          | 3           | -                     | -                     | -          | -          | -                              | -                              | -                              | -        | -        | -      | -      | 10    | 3     |
| 2010                  | Tom Tomsk (prêt)         | D1                    | 24          | 10          | 1                     | 1                     | -          | -          | -                              | -                              | -                              | -        | -        | -      | -      | 25    | 11    |
| Sous-total            | Sous-total               | Sous-total            | 34          | 13          | 1                     | 1                     | -          | -          | -                              | -                              | -                              | -        | -        | -      | -      | 35    | 14    |
| 2013-2014             | FK Rostov (prêt)         | D1                    | 28          | 17          | 3                     | 2                     | -          | -          | -                              | -                              | -                              | -        | -        | 1      | 0      | 32    | 19    |
| 2014-2015             | FK Rostov (prêt)         | D1                    | 11          | 1           | 0                     | 0                     | -          | -          | -                              | -                              | -                              | 1        | 0        | 1      | 0      | 13    | 1     |
| Sous-total            | Sous-total               | Sous-total            | 39          | 18          | 3                     | 2                     | -          | -          | -                              | -                              | -                              | 1        | 0        | 2      | 0      | 45    | 20    |
| 2015-2016             | Zénith Saint-Pétersbourg | D1                    | 30          | 15          | 5                     | 2                     | 1          | 0          | C1                             | 8                              | 6                              | -        | -        | 12     | 7      | 56    | 30    |
| 2016-2017             | Zénith Saint-Pétersbourg | D1                    | 26          | 13          | 1                     | 0                     | 1          | 0          | C3                             | 6                              | 1                              | -        | -        | 1      | 2      | 35    | 16    |
| 2017-2018             | Zénith Saint-Pétersbourg | D1                    | 15          | 1           | 1                     | 0                     | -          | -          | C3                             | 8                              | 1                              | -        | -        | -      | -      | 24    | 2     |
| 2018-2019             | Zénith Saint-Pétersbourg | D1                    | 27          | 8           | 1                     | 0                     | -          | -          | C3                             | 9                              | 5                              | -        | -        | 8      | 6      | 45    | 19    |
| 2019-2020             | Zénith Saint-Pétersbourg | D1                    | 28          | 17          | 2                     | 2                     | 1          | 0          | C1                             | 6                              | 2                              | -        | -        | 6      | 4      | 43    | 25    |
| 2020-2021             | Zénith Saint-Pétersbourg | D1                    | 27          | 20          | 1                     | 0                     | 1          | 1          | C1                             | 5                              | 1                              | -        | -        | 13     | 6      | 47    | 28    |
| 2021-2022             | Zénith Saint-Pétersbourg | D1                    | 28          | 11          | 2                     | 1                     | 1          | 0          | C1+C3                          | 6+2                            | 0+1                            | -        | -        | -      | -      | 39    | 13    |
| Sous-total            | Sous-total               | Sous-total            | 181         | 85          | 13                    | 5                     | 5          | 1          | -                              | 50                             | 17                             | -        | -        | 40     | 25     | 289   | 133   |
| 2017-2018             | Arsenal Toula (prêt)     | D1                    | 10          | 6           | -                     | -                     | -          | -          | -                              | -                              | -                              | -        | -        | 6      | 3      | 16    | 9     |
| Sous-total            | Sous-total               | Sous-total            | 10          | 6           | -                     | -                     | -          | -          | -                              | -                              | -                              | -        | -        | 6      | 3      | 16    | 9     |
| 2022-2023             | Adana Demirspor          | D1                    | 4           | 1           | 1                     | 0                     | -          | -          | -                              | -                              | -                              | -        | -        | -      | -      | 5     | 1     |
| Sous-total            | Sous-total               | Sous-total            | 4           | 1           | 1                     | 0                     | -          | -          | -                              | -                              | -                              | -        | -        | -      | -      | 5     | 1     |
| 2022-2023             | Lokomotiv Moscou         | D1                    | 11          | 8           | 2                     | 0                     | -          | -          | -                              | -                              | -                              | -        | -        | -      | -      | 13    | 8     |
| 2023-2024             | Lokomotiv Moscou         | D1                    | 6           | 2           | 1                     | 0                     | -          | -          | -                              | -                              | -                              | -        | -        | -      | -      | 7     | 2     |
| Sous-total            | Sous-total               | Sous-total            | 17          | 10          | 3                     | 0                     | -          | -          | -                              | -                              | -                              | -        | -        | -      | -      | 20    | 10    |
| Total sur la carrière | Total sur la carrière    | Total sur la carrière | 411         | 159         | 34                    | 13                    | 6          | 1          | -                              | 76                             | 24                             | 1        | 0        | 55     | 30     | 583   | 227   |

### Buts internationaux
| 0   | Date             | Lieu                                        | Compétition                                         | Résultat        | Adversaire      | Détail | Détail            | Détail | Sél. |
| --- | ---------------- | ------------------------------------------- | --------------------------------------------------- | --------------- | --------------- | ------ | ----------------- | ------ | ---- |
| 1er | 8 septembre 2014 | Arena Khimki, Khimki, Russie                | Éliminatoires Euro 2016                             | V 4-0           | Liechtenstein   | 65e    | du pied droit     | 4-0    | 4e   |
| 2e  | 12 octobre 2014  | Otkrytie Arena, Moscou, Russie              | Éliminatoires Euro 2016                             | N 1-1           | Moldavie        | 73e    | s.p du pied droit | 1-0    | 6e   |
| 3e  | 5 septembre 2015 | Otkrytie Arena, Moscou, Russie              | Éliminatoires Euro 2016                             | V 1-0           | Suède           | 38e    | du pied droit     | 1-0    | 10e  |
| 4e  | 8 septembre 2015 | Rheinpark Stadion, Vaduz, Liechtenstein     | Éliminatoires Euro 2016                             | V 0-7           | Liechtenstein   | 21e    | du pied droit     | 0-1    | 11e  |
| 5e  | 8 septembre 2015 | Rheinpark Stadion, Vaduz, Liechtenstein     | Éliminatoires Euro 2016                             | V 0-7           | Liechtenstein   | 45e    | du pied droit     | 0-3    | 11e  |
| 6e  | 8 septembre 2015 | Rheinpark Stadion, Vaduz, Liechtenstein     | Éliminatoires Euro 2016                             | V 0-7           | Liechtenstein   | 73e    | du pied droit     | 0-4    | 11e  |
| 7e  | 8 septembre 2015 | Rheinpark Stadion, Vaduz, Liechtenstein     | Éliminatoires Euro 2016                             | V 0-7           | Liechtenstein   | 90e    | du pied gauche    | 0-7    | 11e  |
| 8e  | 9 octobre 2015   | Stade Zimbru, Chișinău, Moldavie            | Éliminatoires Euro 2016                             | V 1-2           | Moldavie        | 78e    | du pied gauche    | 0-2    | 12e  |
| 9e  | 5 juin 2016      | Stade Louis-II, Fontvieille, Monaco         | Match amical                                        | N 1-1           | Serbie          | 85e    | du pied droit     | 0-1    | 18e  |
| 10e | 9 octobre 2016   | Stade FK Krasnodar, Krasnodar, Russie       | Match amical                                        | P 3-4           | Costa Rica      | 48e    | du pied droit     | 2-3    | 22e  |
| 11e | 9 octobre 2016   | Stade FK Krasnodar, Krasnodar, Russie       | Match amical                                        | P 3-4           | Costa Rica      | 61e    | de la tête        | 3-3    | 22e  |
| 12e | 14 juin 2018     | Stade Loujniki, Moscou, Russie              | Premier tour de la Coupe du monde 2018              | V 5-0           | Arabie saoudite | 71e    | de la tête        | 3-0    | 24e  |
| 13e | 19 juin 2018     | Stade Krestovski, Saint-Pétersbourg, Russie | Premier tour de la Coupe du monde 2018              | V 3-1           | Égypte          | 62e    | du pied droit     | 3-0    | 25e  |
| 14e | 1er juillet 2018 | Stade Loujniki, Moscou, Russie              | Huitième de finale de la Coupe du monde 2018        | N 1-1 3-4 t.a.b | Espagne         | 41e    | s.p du pied droit | 1-1    | 27e  |
| 15e | 7 septembre 2018 | Medical Park Stadyumu, Trabzon, Turquie     | Premier tour de la Ligue des nations UEFA 2018-2019 | V 1-2           | Turquie         | 49e    | du pied droit     | 1-2    | 29e  |
| 16e | 24 mars 2019     | Astana Arena, Noursoultan, Kazakhstan       | Éliminatoires Euro 2020                             | V 0-4           | Kazakhstan      | 52e    | du pied droit     | 0-3    | 34e  |
| 17e | 8 juin 2019      | Stade de Mordovie, Saransk, Russie          | Éliminatoires Euro 2020                             | V 9-0           | Saint-Marin     | 31e    | s.p du pied droit | 2-0    | 35e  |
| 18e | 8 juin 2019      | Stade de Mordovie, Saransk, Russie          | Éliminatoires Euro 2020                             | V 9-0           | Saint-Marin     | 73e    | de la tête        | 5-0    | 35e  |
| 19e | 8 juin 2019      | Stade de Mordovie, Saransk, Russie          | Éliminatoires Euro 2020                             | V 9-0           | Saint-Marin     | 76e    | du pied droit     | 6-0    | 35e  |
| 20e | 8 juin 2019      | Stade de Mordovie, Saransk, Russie          | Éliminatoires Euro 2020                             | V 9-0           | Saint-Marin     | 88e    | du pied droit     | 9-0    | 35e  |
| 21e | 6 septembre 2019 | Hampden Park, Glasgow, Royaume-Uni          | Éliminatoires Euro 2020                             | V 1-2           | Écosse          | 40e    | du pied droit     | 1-1    | 37e  |
| 22e | 10 octobre 2019  | Stade Loujniki, Moscou, Russie              | Éliminatoires Euro 2020                             | V 4-0           | Écosse          | 57e    | du pied gauche    | 1-0    | 39e  |
| 23e | 10 octobre 2019  | Stade Loujniki, Moscou, Russie              | Éliminatoires Euro 2020                             | V 4-0           | Écosse          | 70e    | du pied droit     | 3-0    | 39e  |
| 24e | 13 octobre 2019  | Stade GSP, Stróvolos, Chypre                | Éliminatoires Euro 2020                             | V 0-5           | Chypre          | 79e    | de la tête        | 0-3    | 40e  |
| 25e | 3 septembre 2020 | VTB Arena, Moscou, Russie                   | Premier tour de la Ligue des nations UEFA 2020-2021 | V 3-1           | Serbie          | 48e    | s.p du pied droit | 1-0    | 43e  |
| 26e | 3 septembre 2020 | VTB Arena, Moscou, Russie                   | Premier tour de la Ligue des nations UEFA 2020-2021 | V 3-1           | Serbie          | 81e    | du pied gauche    | 3-1    | 43e  |
| 27e | 24 mars 2021     | Ta' Qali Stadium, Ħ'Attard, Malte           | Éliminatoires Coupe du monde 2022                   | V 1-3           | Malte           | 23e    | du pied droit     | 0-1    | 48e  |
| 28e | 27 mars 2021     | Stade olympique Ficht, Adler, Russie        | Éliminatoires Coupe du monde 2022                   | V 2-1           | Slovénie        | 26e    | du pied droit     | 1-0    | 49e  |
| 29e | 27 mars 2021     | Stade olympique Ficht, Adler, Russie        | Éliminatoires Coupe du monde 2022                   | V 2-1           | Slovénie        | 35e    | du pied gauche    | 2-0    | 49e  |
| 30e | 21 juin 2021     | Parken Stadium, Copenhague, Danemark        | Premier tour de l'Euro 2020                         | P 1-4           | Danemark        | 70e    | s.p du pied droit | 1-2    | 55e  |

## Palmarès

### En club
| FK Rostov - Coupe de Russie (1) - Vainqueur en 2014. |  | Zénith Saint-Pétersbourg - Championnat de Russie (4) - Vainqueur en 2019, 2020, 2021 et 2022. - Coupe de Russie (2) - Vainqueur en 2016 et 2020. - Supercoupe de Russie (4) - Vainqueur en 2015, 2016, 2020 et 2021. - Finaliste en 2019. |

### En sélection
Russie
- Coupe du monde
  - Quart de finaliste en 2018.

### Distinctions personnelles
- Footballeur de l'année de Futbol (en) en 2018.
- Footballeur de l'année de Sport-Express en 2019 et 2020.
- Meilleur passeur du championnat de Russie en 2019 (10 passes décisives) et 2020 (12 passes décisives).
- Meilleur buteur du championnat de Russie en 2020 (17 buts) et 2021 (20 buts).
- Meilleur buteur de l'histoire du championnat de Russie (148 buts).